# Puzzle (AiRIのアルバム)
『Puzzle』（パズル）は、AiRIの1枚目のオリジナル・アルバム。2012年2月22日にLantisから発売された。

## 概要
AiRIのメジャー・デビュー後初となるオリジナル・アルバム。撮り下ろしMusic Clipを収録したDVDを同梱。UR@N名義で発表した楽曲も収録されている。
タイトルの決定と同時に、AiRIがパーソナリティーを務める文化放送デジタルラジオ超!A&G+「AiRIの2h」の中で、CDの帯のキャッチコピーが募集された。採用者のキャッチコピーはCDの帯部分に掲載される。

## 収録曲
1. learn together [4:03]
  - 作詞：milktub、作曲・編曲：宮崎京一
  - TVアニメ『30歳の保健体育』EDテーマ
2. スクールバス[as "UR@N"] 
  - 作詞：桑島由一、作曲：milktub、編曲：八七
  - PS2ゲーム『グリーングリーン 〜鐘ノ音ロマティック〜』月森こずえルートEDテーマ
3. Like a Green [3:37]  [as "UR@N"]
  - 作詞：桑島由一、作曲：milktub、編曲：ms-jacky
  - PCゲーム『グリーングリーン2 恋のスペシャルサマー』OPテーマ
4. Precious Memories [4:49]  [as "UR@N"]
  - 作詞：白石さらら、作曲・編曲：不知火ぴゅ～太朗
  - PCゲーム『Maple Colors』-Premium drama CD- テーマソング
5. マーガレット [4:21]  [as "UR@N"]
  - 作詞：中原涼、作曲：宮崎京一、編曲：ms-jacky
  - PCゲーム『エーデルワイス』イメージソング
6. Moon Story [4:01] [as "UR@N"]
  - 作詞：中山マミ、作曲・編曲：BAL（内藤侑史 & 山田屋カズ）
  - PCゲーム『片恋いの月 えくすとら』OPテーマ
7. 風のように 炎のように [4:57]  [as "UR@N"]
  - 作詞：HIRO、作曲・編曲：Shade
  - PCゲーム『超昂閃忍ハルカ』OPテーマ
8. 運命 [4:00]  
  - 作詞：AiRI、作曲：宮崎京一、編曲：ms-jacky／宮崎京一
  - TVアニメ『魔乳秘剣帖』OPテーマ
9. 二つの足跡 [4:28]  
  - 作詞：AiRI、作曲・編曲：宮崎京一
  - TVアニメ『魔乳秘剣帖』EDテーマ
10. A night comes! [4:25]   [as "UR@N"] 
  - 作詞：HIRO、作曲・編曲：Shade
  - PCゲーム『夜が来る!』テーマソング アレンジver.
11. Voice [3:20]  
  - 作詞：AiRI、作曲・編曲：黒須克彦
  - PSPゲーム『Gift -prism-』挿入歌
12. Pieces [3:39]  
  - 作詞：AiRI、作曲・編曲：宮崎京一
  - TVアニメ『境界線上のホライゾン』EDテーマ -Side Ariadust-
13. 愛乞う者 [4:09] 
  - 作詞：AiRI、作曲・編曲：宮崎京一
  - PCゲーム『カミカゼ☆エクスプローラー!』EDテーマ
14. ヒカリ [4:17] 
  - 作詞：AiRI、作曲・編曲：宮崎京一
  - PSP/Xbox 360ゲーム『code_18』EDテーマ
15. FLY HIGH [3:37] 
  - 作詞：AiRI、作曲・編曲：宮崎京一
  - アルバムオリジナル新曲
16. Ashberry [4:17] 
  - 作詞：桑島由一、作曲：milktub、編曲：ms-jacky
  - 隠しトラック
  - bambooがプロデュースをした美少女ゲーム「エーデルワイス」オープニングテーマのカバー。原曲の歌唱はNANA。